# Miguel Caldera
Miguel Caldera fue un personaje importante en la pacificación y colonización de la frontera norteña novohispana en los años después de la conquista española del imperio mexica. Es tomado por diversos historiadores como el fundador de la actual ciudad mexicana de San Luis Potosí. Miguel caldera fue un hombre privilegiado, gracias a su padre que fue el capitán Pedro Caldera.
Miguel Caldera fue hijo ilegítimo del capitán castellano Pedro Caldera y de una mujer chichimeca llamada María. Nació en 1548 en un lugar que luego llegaría a ser la actual ciudad de Zacatecas, fue criado por frailes franciscanos en el convento de esa ciudad. De joven, se integró a la guerra contra los chichimecas y llegó al rango de capitán. Quedó impresionado por la crueldad y futilidad de los esfuerzos españoles para someter a los chichimecas a través de fuerza bruta. Propuso modos diplomáticos y generosidad como métodos más eficaces. El éxito de sus propuestas resultó en que se le nombrara Justicia Mayor y alcalde del Valle de Tlaltenango y Jerez. En ese puesto, desempeñó un papel clave en el programa de pacificación de la región que llegó a ser Zacatecas, el norte de lo que hoy es Jalisco y San Luis Potosí.
Los esfuerzos de Miguel Caldera fueron fundamentales en la migración de las 400 familias tlaxcaltecas en 1591 a la región de la Chichimeca recién pacificada. Estas familias se enviaron a la región para ayudar a cristianizar a los indígenas locales y consolidar la paz. La consolidación de la paz que se logró durante el tiempo de Miguel Caldera, facilitó el asentamiento y colonización de la región e hizo posible la colonización de regiones más remotas del metrópoli, tal como Texas, Nuevo México y California.
En marzo de 1592, Caldera mandó un grupo de mineros y soldados desde Mezquitic a la región del Cerro de San Pedro para inspeccionar y registrar algunas minas recién descubiertas. A acertar el potencial de las minas de ese lugar, se le denominó Potosí, el nombre de unas famosas minas en la actual Bolivia. Al comenzar el asentamiento cerca de las minas, llegó a ser un grande problema la falta de agua. El asentamiento permanente, que fue poblado inicialmente por familias tlaxcaltecas, fue denominado posterior como San Luis Potosí. Miguel Caldera es considerado uno de los fundadores de esta ciudad. 
Miguel Caldera, acumuló bastantes riquezas durante su vida, incluyendo títulos de varias minas descubiertas en la región que él administraba. Nunca se casó pero fue padre de una hija ilegítima llamada Isabel, quien casó a su vez con Juan de la Torre y quien fue madre de dos hijos: Marcos y Melchor. Miguel también tuvo una hermana llamada María Cid Caldera, quien casó con Hernán González, un colaborador de Miguel en la administración del pueblo de Colotlán, una de las colonias tlaxcaltecas que ayudó a fundar en la frontera. Al morir en 1597, Miguel dejó una gran parte de su herencia al hijo de esta pareja, Pedro Cid Caldera.
Son escasos los testimonios que han llegado hasta nuestros días sobre la vida del fundador de San Luis Potosí, don Miguel Caldera, quien aparece en la documentación histórica por primera vez en el año de 1582, con 34 años de edad y convertido en un experimentado soldado de la frontera.
Entre ese año y su muerte, acaecida en 1597 en San Juan del Río, Caldera figura en diversas fuentes como uno de los soldados más efectivos y conocedores del territorio de los nómadas. Incluso después de su muerte fue mencionado, por algunos funcionarios y cronistas que le conocieron como el artífice de su pacificación: pacificación de la guerra chichimeca. Debido al paso del tiempo y al surgimiento de nuevas generaciones que no vivieron el conflicto, la figura de Caldera comenzó a ser olvidada hacia 1620. Sin embargo, los últimos quince años de su vida se generaron importantes documentos, tales como su probanza de méritos y su testamento, que nos dan una serie de indicios para reflexionar sobre los principales aspectos de su origen y socialización como soldado hispano.
Si bien en la mayoría de los testimonios directos no aparecen referencias al origen materno de Caldera, su situación racial quedó consignada en algunas referencias posteriores a la pacificación chichimeca.
Miguel Caldera murió por enfermedad y de forma repentina en su tránsito de San Luis Potosí a México. Falleció y fue sepultado en San Juan del Río (Querétaro), para ser precisos, en algún lugar del templo que es hoy la Parroquia de San Juan Bautista de esa ciudad.
Cuando se levantó el piso de este templo, con el propósito de hacer unas criptas, se intentó buscar los restos o el sepulcro del ilustre potosino, promovido por el bibliófilo e historiador de esa tierra, profesor don Ramón Alcorta Guerrero, con el objeto de llevarlos a San Luis Potosí. La labor fue inútil ya que en aquellos tiempos el primitivo templo fue demolido hasta sus cimientos, pero quedaba la posibilidad de que los restos hubieran quedado depositados en un lugar visible del nuevo. Hicieron muchas diligencias en la búsqueda de sus restos sin éxito. Finalmente, el conquistador de San Luis Potosí permanecerá enterrado en San Juan del Río por todos los tiempos.